# Kanton Ilsenburg
Der Kanton Ilsenburg lag im Distrikt Blankenburg des Königreich Westphalen. Er ging aus Teilen der aufgelösten Grafschaft Wernigerode hervor und wurde durch das Königliche Decret vom 24. Dezember 1807 gebildet.

## Umfang
Zum Kanton Ilsenburg gehörten:
1. der Flecken und das Hüttenwerk Ilsenburg mit den Mühlen bis zur Foersterschen Ölmühle, diese eingeschlossen, der Ilsenburger Forst 1. und 2. Revier, das Molkenhaus, der Scharfenstein, die Ilsenburger Kommunwaldung, die Ziegelhütte,
2. Drübeck, das Dorf und Gut, die Kommunwaldung,
3. Stapelburg, Dorf und Gut nebst dem Eckerkrug, dem Stapelburger Forstrevier und den Mühlen,
4. Veckenstedt, Dorf und Gut mit Kommunwaldung, gräflichen Teichen und verschiedenen Mühlen,
5. Dorf und Gut Wasserleben mit dem gräflichen Wasserleben Forstrevier und Kommunwaldung nebst einigen Mühlen, dazu das gräfliche Vorwerk Schmatzfeld,
6. das Dorf Langeln mit der königlichen Domäne und einem gräflichen Gut.